# Mrtvi rokav
Mrtvica ali mrtvi rokav je jezero ali bazen v obliki črke U, ki nastane, ko je širok meander reke odrezan, kar ustvari prostostoječo vodno telo. V južnem Teksasu mrtvice, ki jih zapusti Rio Grande, imenujejo resacas. V Avstraliji mrtvicam pravijo billabong. Beseda mrtvica se lahko nanaša tudi na zavoj reke ali potoka v obliki črke U, ne glede na to, ali je odrezan od glavnega toka ali ne.

## Geologija
Mrtvica nastane, ko vijugasta reka erodira skozi vrat enega od svojih meandrov. To se zgodi, ker meandri sčasoma rastejo in postajajo bolj ukrivljeni. Reka nato sledi krajšemu toku, ki obide meander. Vhodi v opuščeni meander se sčasoma zamuljijo in nastane mrtvica. Ker so mrtvice jezera s tiho vodo, brez tokov, ki tečejo skozi njih, se celotno jezero postopoma zamulji, postane barje ali močvirje in nato popolnoma izhlapi.
Ko reka doseže nizko ležečo ravnico, pogosto v svojem končnem toku do morja ali jezera, se široko vije. V bližini rečnega ovinka pride do usedanja na konveksni brežini (brežini z manjšim radijem). Nasprotno pa se na brežini poseka ali konkavni brežini (brežini z večjim polmerom) pojavi tako bočna erozija kot podrezovanje. Kontinuirano odlaganje na konveksni brežini in erozija konkavne brežine vijugaste reke povzročita nastanek zelo izrazitega meandra s približevanjem dveh konkavnih brežin. Ozek kopni del med sosednjima konkavnima bregovoma je dokončno prerezan, bodisi zaradi bočne erozije obeh konkavnih bregov bodisi zaradi močnih poplavnih tokov. Ko se to zgodi, se razvije nova, bolj ravna rečna struga – in nastane zapuščena zanka meandra, imenovan odrezan meander. Ko usedline končno zaprejo odcep od rečnega kanala, nastane mrtvica. Ta proces lahko poteka v času od nekaj let do nekaj desetletij in lahko včasih postane v bistvu statičen.
Zbiranje produktov erozije v bližini konkavnega brega in njihov transport na konveksni breg je delo sekundarnega toka po dnu reke v bližini rečnega ovinka. Proces odlaganja mulja, peska in proda na konveksni brežini je nazorno prikazan s točkovnimi črtami.
Učinek sekundarnega toka je mogoče prikazati s krožno skledo. Posodo delno napolnite z vodo in vanjo potresite goste delce, kot sta pesek ali riž. Z eno roko ali žlico nastavite vodo v krožne gibe. Gosti delci se hitro pometejo v čeden kup na sredini sklede. To je mehanizem, ki vodi do oblikovanja točkovnih prečk in prispeva k nastanku mrtvice. Primarni tok vode v skledi je krožen in pretočne črte so koncentrične s stranico sklede. Vendar pa je sekundarni tok mejne plasti čez dno sklede navznoter proti sredini. Lahko bi pričakovali, da bo primarni tok vrgel goste delce na obod posode, toda namesto tega sekundarni tok ponese delce proti sredini.
Zakrivljena pot reke okoli ovinka povzroči, da je vodna gladina na zunanji strani ovinka nekoliko višja kot na notranji. Posledično je na kateri koli nadmorski višini znotraj reke pritisk vode nekoliko večji blizu zunanjega dela zavoja kot znotraj. Gradient tlaka proti konveksni brežini zagotavlja centripetalno silo, ki je potrebna, da lahko vsak del vode sledi svoji ukrivljeni poti.
Mejna plast, ki teče vzdolž rečnega dna, se ne premika dovolj hitro, da bi izravnala tlačni gradient bočno čez reko. Odziva se na ta gradient tlaka in njegova hitrost je delno dolvodno in delno čez reko proti konveksnemu bregu. Ko teče po dnu reke, pometa razsuti material proti izbočenemu bregu. Ta tok mejne plasti se bistveno razlikuje od hitrosti in smeri primarnega toka reke in je del sekundarnega toka reke.
Rečne poplavne ravnice, ki vsebujejo reke z močno vijugasto strugo, so poseljene z daljšimi mrtvicami kot tista z nizko vijugavostjo. To je zato, ker imajo reke z visoko sinuoznostjo večje meandre in več možnosti za nastanek daljših jezer. Za reke z manjšo sinuoznostjo je značilno manj presekov in krajša mrtvica zaradi krajše razdalje njihovih meander.

## Ekologija mrtvice
Mrtvice tvorijo ugodne habitate za skupnosti prostoživečih živali. Ti imajo pogosto edinstvene značilnosti. Na primer, številne mrtvice reke Amazonke so ugoden habitat za orjaško rečno vidro. Lahko so tudi primerne lokacije za ribogojstvo.
Mrtvice prispevajo k zdravju rečnega ekosistema z lovljenjem usedlin in kmetijskih odtokov, s čimer jih odstranijo iz glavnega rečnega toka. Vendar je to uničujoče za sam ekosistem mrtvice. So tudi občutljive na onesnaženje s težkimi kovinami iz industrijskih virov.

## Umetna mrtvica
Mrtvice lahko nastanejo, ko se rečni kanal umetno izravna za izboljšanje plovbe ali ublažitev poplav. To se je zgodilo zlasti na zgornjem Renu v Nemčiji v 19. stoletju.
Primer popolnoma umetne vodne poti z mrtvicami je Oxfordski kanal v Angliji. Ko je bil prvotno zgrajen, je imel zelo vijugasto smer, ki je sledila obrisom kopnega, vendar je bil severni del kanala med letoma 1829 in 1834 poravnan, kar je zmanjšalo njegovo dolžino s približno 146 na 125 km in ustvarjanje številnih odsekov v obliki mrtvic, izoliranih od novega toka.

## Pomembni primeri
- Bole in Burton Round v West Burtonu v Nottinghamshiru v Angliji sta dober primer prejšnjih jezer v neposredni bližini drug drugega.
- Jezero Carter v Iowi je nastalo po hudih poplavah leta 1877, zaradi katerih se je reka premaknila približno dva kilometra proti jugovzhodu.
- Cuckmere Haven v Sussexu v Angliji vsebuje široko vijugasto reko s številnimi mrtvicami, ki se pogosto omenja v učbenikih fizične geografije.
- Jezero Halfmoon v središču mesta Eau Claire v Wisconsinu je nastalo zaradi premika toka reke Chippewa, ki zdaj teče takoj proti jugu.
- Zavetišče za ptice Kanwar Lake, Indija vsebuje redke in ogrožene ptice selivke in je eno največjih azijskih mrtvic.
- Oxbow, štirikilometrski ovinek reke Connecticut, je na enem koncu odklopljen.
- Ob reki Misisipi in njenih pritokih je veliko mrtvic. Največje mrtvice v Severni Ameriki, jezero Chicot (v bližini Lake Village, Arkansas), je bilo prvotno del reke Misisipi, tako kot Horseshoe Lake, ime mesta Horseshoe Lake, Arkansas. Jezero Reelfoot v zahodnem Tennesseeju je še ena pomembna mrtvica; nastala je, ko je reka Misisipi po potresih v New Madridu v letih 1811–1812 prevzela novo strugo.
- Zgornji tok reke Taieri na Novi Zelandiji je v svojem zgornjem toku blizu mesta Paerau tudi zarezal množico mrtvic. Nekaj tega območja je spremenjeno v vodne travnike.

Obstaja tudi možnost mrtvice v Saraswati Flumen blizu Ontario Lacus na Saturnovi luni Titan.
- Mrtvica, na reki Connecticut River, Thomas Cole
- Vrtinci in krivine prejšnjih tokov reke Songhua na severovzhodu Kitajske
- Zgodnje faze oblikovanja obalnega ravninskega mrtvice na polotoku Gower v jugozahodnem Walesu
- Predlagano mrtvico na Saturnovi luni Titan iz posnetkov Cassinijevega RADARJA